# Progressione del record mondiale dei 3000 metri siepi femminili

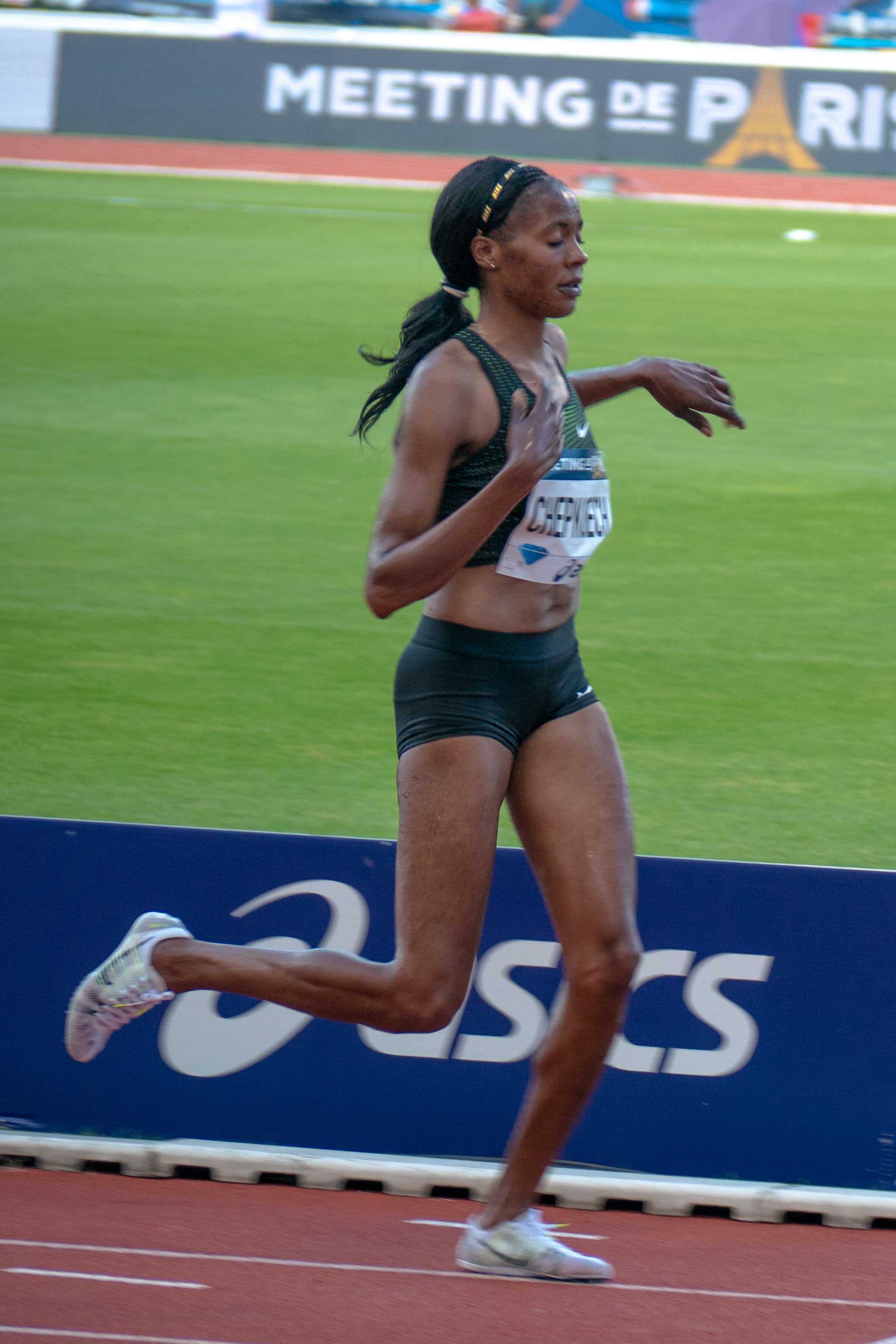
Beatrice Chepkoech, detentrice del record mondiale della specialità

La voce seguente illustra la progressione del record mondiale dei 3000 metri siepi femminili di atletica leggera.
Il primo record mondiale femminile venne riconosciuto dalla federazione internazionale di atletica leggera nel 1999. La prima atleta capace di scendere sotto i 9 minuti è stata la russa Gul'nara Samitova-Galkina con il tempo di 8'58"81, realizzato durante la finale dei Giochi olimpici di Pechino 2008. Ad oggi, la World Athletics ha ratificato ufficialmente 12 record mondiali di specialità.

## Progressione
| Tempo   | Atleta                    | Nazione     | Luogo              | Data           | Note |
| ------- | ------------------------- | ----------- | ------------------ | -------------- | ---- |
| 9'48"88 | Elena Motalova            | Russia      | Tula, Russia       | 31 luglio 1999 |      |
| 9'43"64 | Cristina Casandra         | Romania     | Bucarest, Romania  | 7 agosto 2000  |      |
| 9'40"20 | Cristina Casandra         | Romania     | Reims, Francia     | 30 agosto 2000 |      |
| 9'25"31 | Justyna Bąk               | Polonia     | Nizza, Francia     | 9 luglio 2001  |      |
| 9'22"29 | Justyna Bąk               | Polonia     | Milano, Italia     | 5 giugno 2002  |      |
| 9'21"72 | Alesja Turava             | Bielorussia | Ostrava, Rep. Ceca | 12 giugno 2002 |      |
| 9'16"51 | Alesja Turava             | Bielorussia | Danzica, Polonia   | 27 luglio 2002 |      |
| 9'08"33 | Gul'nara Samitova-Galkina | Russia      | Tula, Russia       | 10 agosto 2003 |      |
| 9'01"59 | Gul'nara Samitova-Galkina | Russia      | Candia, Grecia     | 4 luglio 2004  |      |
| 8'58"81 | Gul'nara Samitova-Galkina | Russia      | Pechino, Cina      | 17 agosto 2008 |      |
| 8'52"78 | Ruth Jebet                | Bahrein     | Parigi, Francia    | 27 agosto 2016 |      |
| 8'44"32 | Beatrice Chepkoech        | Kenya       | Monaco             | 20 luglio 2018 |      |